# Kraina Jury polskiej

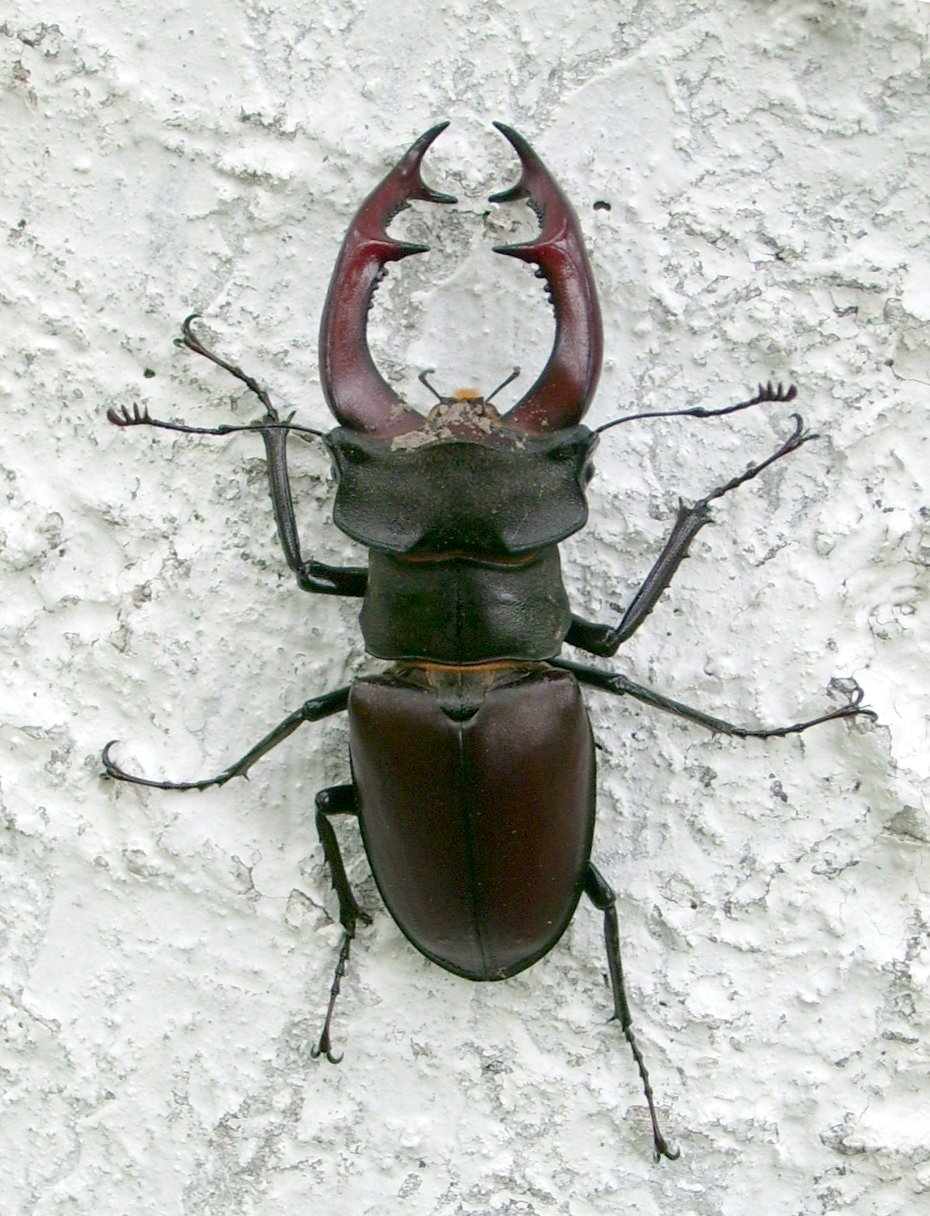
Jelonek rogacz – największy chrząszcz Europy, żyjący na obszarze Jury polskiej

Kraina Jury polskiej – kraina zoogeograficzna w południowej Polsce (Jura Krakowsko-Częstochowska), należąca do prowincji europejsko-zachodniosyberyjskiej wchodzącej w skład Palearktyki.
Na obszarze tym występują m.in. ptaki: np. nagórnik, pliszka górska oraz rzadki kulon piaskowy, gady – m.in. padalec zwyczajny, oraz węże: gniewosz plamisty, zaskroniec zwyczajny, żmija zygzakowata, liczne ssaki (w tym wiele gatunków nietoperzy), płazy np. ropucha paskówka, oraz 
owady, w tym największy europejski chrząszcz – jelonek rogacz, największy polski motyl – zmierzchnica trupia główka oraz paź żeglarz, i inne.